# Handley 6-40
Der Handley 6-40 war ein nur 1923 angebotener Personenwagen der US-amerikanischen oberen Mittelklasse. Produziert wurde das Fahrzeug von der Handley Motors, Inc. in Kalamazoo (Michigan). Dies war das vierte und letzte Serienmodell dieses Herstellers, das sich vor allem durch einen zugekauften Sechszylindermotor von den Vorgängern mit Vierzylinder-Schiebermotoren unterschied. Parallel wurde der größere und stärkere Handley 6-60 produziert.

## Modellgeschichte
Die Handley-Knight Company wurde im Januar 1920 von James I. Handley mit einem Aktienkapital von US$ 1 Mio. gegründet. Das Unternehmen brachte im Oktober 1920 das Handley-Knight Model A mit einem Vierzylinder-Schiebermotor Lizenz Knight heraus. Es wurde 1922 vom sehr ähnlichen Model B abgelöst.
Das Unternehmen geriet in Schwierigkeiten und musste seine neu erstellten, aber viel zu großen Produktionsanlagen verkaufen. Im Dezember 1922 folgte eine Reorganisation als Handley Motors, Inc. Im Januar 1923 lief die gemeinsame Produktion des 6-40 und des 6-60, wobei ersterem die Rolle des Einsteigermodells zukam. Die Linienführung aller Fahrzeuge war konservativ, die Verarbeitung und die verwendeten Materialien erstklassig. Während die Kühlermaske des 6-60 an die Vorgängermodelle erinnerte, erhielt der 6-40 einen neuen, modischen Spitzkühler nach der Art des deutschen Benz. Sein Fahrgestell war kürzer und der ebenfalls obengesteuerte Sechszylindermotor kleiner. Den 6-40 gab es nur als Touring für 4-5 resp. 7 Personen und als zweisitzigen Roadster.

## Technik
Das Gewicht des Touring dürfte unter den etwa 3300 lbs (ca. 1500 kg) des Handley-Knight Model B gelegen haben genauere Angaben fehlen. Alle Handley-Knight und Handley waren sich konstruktiv sehr ähnlich. Es handelte sich um Assembled vehicles, also „konfektionierte“ Automobile, die aus zugekauften Komponenten montiert wurden.

### Motor
Dieser konventionelle OHV-Sechszylinder mit Thermosiphon-Wasserkühlung wurde von der Falls Motor Corporation in Sheboygan Falls (Wisconsin) bezogen. Es handelte sich mit einiger Sicherheit um die bei kleineren Herstellern gerne verwendete Baureihe T-8000 / X-9000, die für den Apperson Six, den Courier Model D, den Fremont R-6 oder den Maibohm Model B/B-6 belegt ist.
Dieser Motor hat einen Hubraum von 195,581 c.i. (3205 cm³) aus 3,13 Zoll Bohrung und 4,24 Zoll Hub (79,38 × 107,95 mm). Die Kurbelwelle ist dreifach gelagert. Die Schmierung erfolgt mittels Ölpumpe. Serienmäßig wurden Stromberg-Vergaser verwendet.
Die Leistung wird je nach Quelle mit 40 bhp (30 kW) oder, besser belegt, mit 45-46 bhp (34 kW) @ 2600/min angegeben. Das auf die Zylinderbohrung abgestellte N.A.C.C.-Rating ergibt einen Wert von 23,44 PS, was in Großbritannien auch den anzuwendenden Steuer-PS entspricht.

### Kraftübertragung
Der Handley 6-40 hatte ein unsynchronisiertes Schaltgetriebe mit drei Vorwärtsgängen und eine Mehrscheiben-Kupplung. Die Kraftübertragung zur Hinterachse erfolgte über eine Kardanwelle; die Hinterachsuntersetzung betrug 4,9 : 1. Ob wie bei den Handley-Knight-Modellen ein Kegelrad-Achsgetriebe verwendet wurde, ist nicht belegt.
Zur Hinterachskonstruktion liegen keine Angaben vor. Beim größeren 6-60 war sie „halbschwebend“ ausgeführt, d. h. die beiden Halbwellen des Hinterradantriebs sind vor ihrem äußeren Ende über ein Wälzlager mit dem Achskörper verbunden. An der Außenseite enden sie in einem Flansch, an dem das Laufrad befestigt ist. Das innere Ende liegt im Differentialgetriebe. Konstruktionsbedingt sind die Halbwellen innen frei von Querlasten, außen nehmen sie axial leicht versetzte Querkräfte auf.

### Fahrgestell und Aufhängung

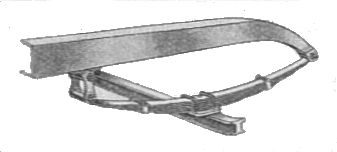
Typische Vorderachsaufhängung mit Halbelliptikfedern.

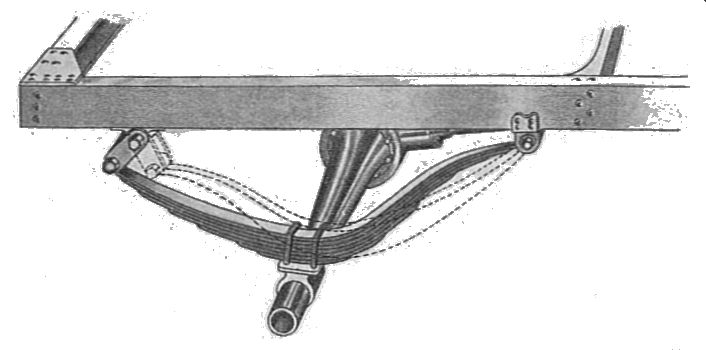
Funktionsweise von Halbelliptikfedern an der Hinterachse.

Zum Fahrgestell fehlen detaillierte Angaben. Die enge technische Verwandtschaft mit Handley-Knight Model A und B sowie Handley 6-60 legt aber die Verwendung eines ähnlichen Leiterrahmens nahe. Ob er ebenfalls vier Quertraversen hatte, ist unbekannt.
Der Radstand betrug 115 Zoll (2921 mm). Rundum wurden Halbelliptik-Blattfedern verwendet.
Das Fahrzeug hatte vorn und hinten Starrachsen. Zur Grundausstattung gehörten hölzerne Artillerieräder mit Reifen der Dimension 32 × 4½ Zoll. In dieser Klasse waren abnehmbare Felgenkränze („demountable rims“) üblich; sie gehörten bereits zur Grundausstattung des Model B. In Zeiten nicht abnehmbarer Räder stellte dies einen deutlichen Schritt zu mehr Komfort dar. Zwar wurde der Handley-Knight mit verstärkten Luftreifen („Cord-Reifen“) ausgeliefert, Reifenpannen traten dennoch häufig auf. Bei den nicht seltenen, größeren Schäden, wie sie etwa durch Reifenplatzer entstanden, waren demountable rims hilfreich. Man brauchte nur den Felgenkranz auszuwechseln; die schwere, zeitraubende und schmutzige Arbeit des Entfernens der Holzspeichen von der Radnabe blieb dem Fahrer so erspart. Zu Hause konnte man den defekten Reifen abziehen, reparieren oder ersetzen. Meist wurde der Kranz einfach zum Fachmann gebracht. Der komplettierte Kranz kam als Ersatz wieder an den Wagen.
Der Handley 6-40 hat zeittypisch nur Hinterradbremsen. Allradbremsen begannen sich erst in der zweiten Hälfte der 1920er Jahre durchzusetzen. Die Fußbremse („Service brake“) wirkte auf die Trommelbremsen an der Hinterachse, die Handbremse („Emergency brake“) auf die eine Bremstrommel an der Kardanwelle.
Für das Fahrzeug ist eine Schneckenlenkung belegt.

## Karosserien, Ausstattung und Preise
Im Unternehmen war man stolz auf die hochwertigen, im Hause gefertigten Karosserien. Sie wurde nach den Prinzipien des Individual-Karosseriebaus in Kleinserie und weitgehend von Hand erstellt. Die Struktur bestand aus Eschenholz, die Karosseriehaut aus Aluminiumblech. Die Sitze waren mit von Hand bearbeitetem Leder bezogen. Armaturenbrett und Lenkradkranz bestanden aus Walnussholz. Die Ausführung dürfte in etwa jener des Touring in Standard-Ausführung des Handley-Knight Model B und des Handley 6-60 entsprochen haben.
Die Preise werden von zwei Quellen stark abweichend genannt. Eine nennt nur einen fünfsitzigen Touring zu US$ 2000.- (und listet ihn als einzige mit 125 Zoll Radstand), während eine andere neben dem genannten Touring auch einen zweisitzigen Roadster nennt. Für beide wird ein Preis von US$ 1350.- angeführt. Für ein Auto mit handgefertigter Karosserie ist letzteres so unrealistisch niedrig, dass es sich wohl um Liquidationspreise gegen oder nach Produktionsende gehandelt haben muss.